# Trần Hồng Châu
Trần Hồng Châu là một chính khách người Việt Nam. Ông từng là Phó Bí thư Tỉnh ủy, Chủ tịch Hội đồng nhân dân tỉnh Nghệ An.

## Sự nghiệp
Tại Đại hội Đảng bộ tỉnh Nghệ An lần thứ XV năm 2001, Trần Hồng Châu được bầu làm Trưởng ban Tuyên giáo Tỉnh ủy, các Phó Trưởng ban là Bùi Đình Sâm (thường trực), Trần Mạnh Đồng, Thái Khắc Thư, Nguyễn Thế Kỷ. Năm 2003, Hoàng Xuân Lương làm Trưởng ban Tuyên giáo thay Trần Hồng Châu làm Bí thư Huyện ủy Quỳnh Lưu.
Ngày 4 tháng 12 năm 2009, tại kỳ họp thứ 16 HĐND tỉnh Nghệ An khóa XV nhiệm kỳ 2004-2011, ông Trần Hồng Châu, Phó Bí thư thường trực Tỉnh ủy, đã được bầu giữ chức Chủ tịch Hội đồng nhân dân tỉnh Nghệ An.
Ngày 18 tháng 12 năm 2015, Hội đồng Nhân dân tỉnh Nghệ An nhiệm kỳ 2011-2016 đã tổ chức kỳ họp thứ 15. Ông Hồ Đức Phớc, Bí thư Tỉnh ủy Nghệ An, được bầu giữ chức Chủ tịch Hội đồng Nhân dân tỉnh thay ông Trần Hồng Châu nghỉ hưu theo chế độ.

## Gia đình
Con trai ông Châu là Trần Việt Dũng sinh năm 1981.
Tháng 8 năm 2014, ông Trần Việt Dũng, Thư ký Chủ tịch UBND tỉnh Nghệ An, được luân chuyển về công tác tại UBND huyện Hưng Nguyên, chỉ định tham gia Ban Chấp hành Đảng bộ huyện và ngày 3 tháng 9 năm 2014 được bầu giữ chức Phó Chủ tịch UBND huyện Hưng Nguyên, phụ trách kinh tế.
Đến ngày 24 tháng 3 năm 2016, ông Trần Việt Dũng được điều động, bổ nhiệm về làm Phó Giám đốc Sở Tài chính Nghệ An, là Phó Giám đốc trẻ nhất của Sở này. Như vậy, ông Trần Việt Dũng thực hiện thời gian luân chuyển về cơ sở chỉ 20 tháng, chưa đủ 3 năm (36 tháng) so với quy định.